# Niels Scheuneman
Niels Scheuneman (født 21. december 1983) er en hollansk tidligere professionel cykelrytter.